# Otto van Rees (Politiker)

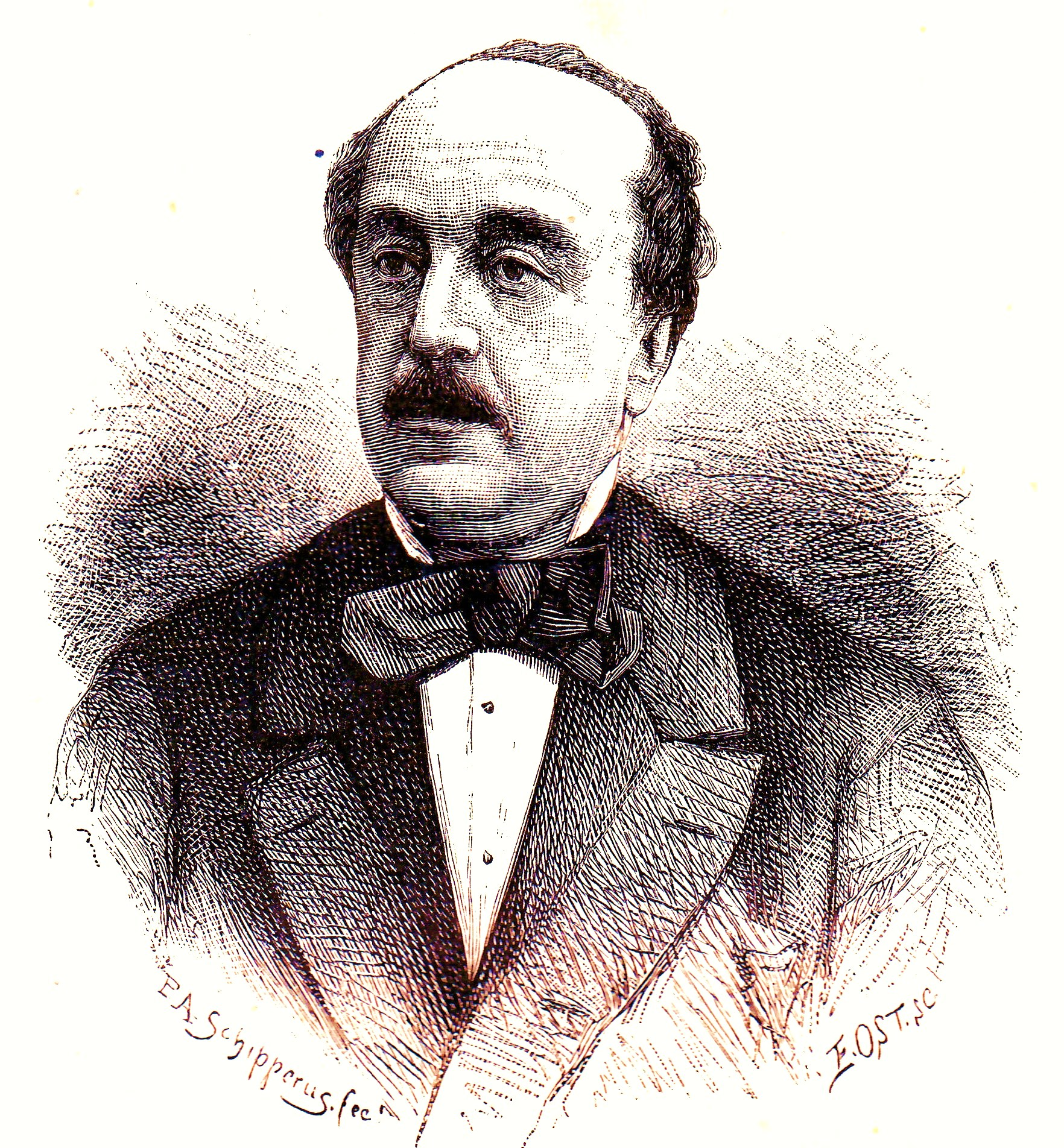
Otto van Rees (1884)

Otto van Rees (* 4. Januar 1823 in Culemborg, Provinz Gelderland; † 10. März 1892 in Arnhem, Provinz Gelderland) war ein niederländischer Kolonialbeamter und liberaler Politiker, der unter anderem zwischen 1872 und 1873, von 1878 bis 1879 und außerdem zwischen 1880 und 1884 Mitglied der Zweiten Kammer der Generalstaaten war. Im Kabinett Kappeyne van de Coppello fungierte er 1879 als Kolonialminister sowie von 1881 bis 1884 als Vorsitzender der Zweiten Kammer der Generalstaaten. Er bekleidete außerdem zwischen 1884 und 1888 das Amt als Generalgouverneur von Niederländisch-Indien.

## Leben

### Kolonialbeamter und Mitglied der Zweiten Kammer
Otto van Rees, der nach dem Tode seines Vaters am 19. Februar 1829 als Sechsjähriger Halbwaise wurde, begann 1837 im Alter von vierzehn Jahren eine Karriere im öffentlichen Dienst in Niederländisch-Ostindien und war nach verschiedenen Verwendungen unter anderem zwischen 1856 und 1857 Resident von Kedoe, von 1857 bis 1860 Resident von Bagelen sowie zwischen 1860 und 1864 Resident von Surabaya. Danach war er von 1864 bis 1868 sowie erneut zwischen 1870 und 1872 Mitglied des Rates von Niederländisch-Indien (Raad van Nederlandsch-Indië), ein 1610 gegründetes Gremium zur Beratung und Einschränkung der Befugnisse des Generalgouverneurs von Niederländisch-Ostindien. Zugleich bekleidete er vom 16. Juni 1866 bis zum 25. August 1871 den Posten als Regierungskommissar für Verwaltungsreformen in den Regentschaften von Parahyangan (Preanger-regentschappen), eine Kultur- und Bergregion in West-Java auf der Insel Java.
Nach seiner Rückkehr wurde van Rees für die Liberalen Mitglied der Zweiten Kammer der Generalstaaten (Tweede Kamer der Staten-Generaal), des Unterhauses der Generalstaaten (Staten-Generaal), und vertrat in dieser bis zum 31. August 1873 den Wahlbezirk Rotterdam. In der Zweiten Kammer sprach er hauptsächlich über Kolonial- sowie Handelsangelegenheiten und wurde durch Königliches Dekret (Koninklijk besluit) vom 6. September 1873 zum Vizepräsidenten des Rates von Niederländisch-Indien ernannt und bekleidete dieses Amt offiziell vom 1. Oktober 1873 bis zum 16. März 1878. Im Juni 1878 besiegte Van Rees in einer Nachwahl im Wahlbezirk Arnheim im zweiten Wahlgang den Katholiken (Rooms-Katholieken) Willem Cornelis Johannes Josephus Cremers. und war daraufhin vom 17. Juni 1878 bis zum 12. März 1879 abermals Mitglied der Zweiten Kammer.

### Kolonialminister, Vorsitzender der Zweiten Kammer und Generalgouverneur von Niederländisch-Indien
Nach dem Tode von Pieter Philip van Bosse am 21. Februar 1879 und einer kommissarischen Amtsführung durch Marineminister Hendrikus Octavius Wichers übernahm Otto van Rees am 12. März 1879 Kabinett Kappeyne van de Coppello das Amt als Kolonialminister (Minister van Koloniën ad interim) und bekleidete dieses Amt bis zum Ende der Amtszeit von Ministerpräsident Joannes Kappeyne van de Coppello am 20. August 1879. 1879 lehnte er es zusammen mit Finanzminister Johan George Gleichman ab, bei König Wilhelm III. einen Antrag auf Genehmigung zur Änderung der Verfassung zu stellen. 1880 besiegte er bei einer Nachwahl im Bezirk Rotterdam M. L. van Deventer von der Anti-Revolutionären Partei ARP (Anti-Revolutionaire Partij). Daraufhin war er zwischen dem 22. September 1881 und dem 20. Januar 1884 erneut Mitglied der Zweiten Kammer.

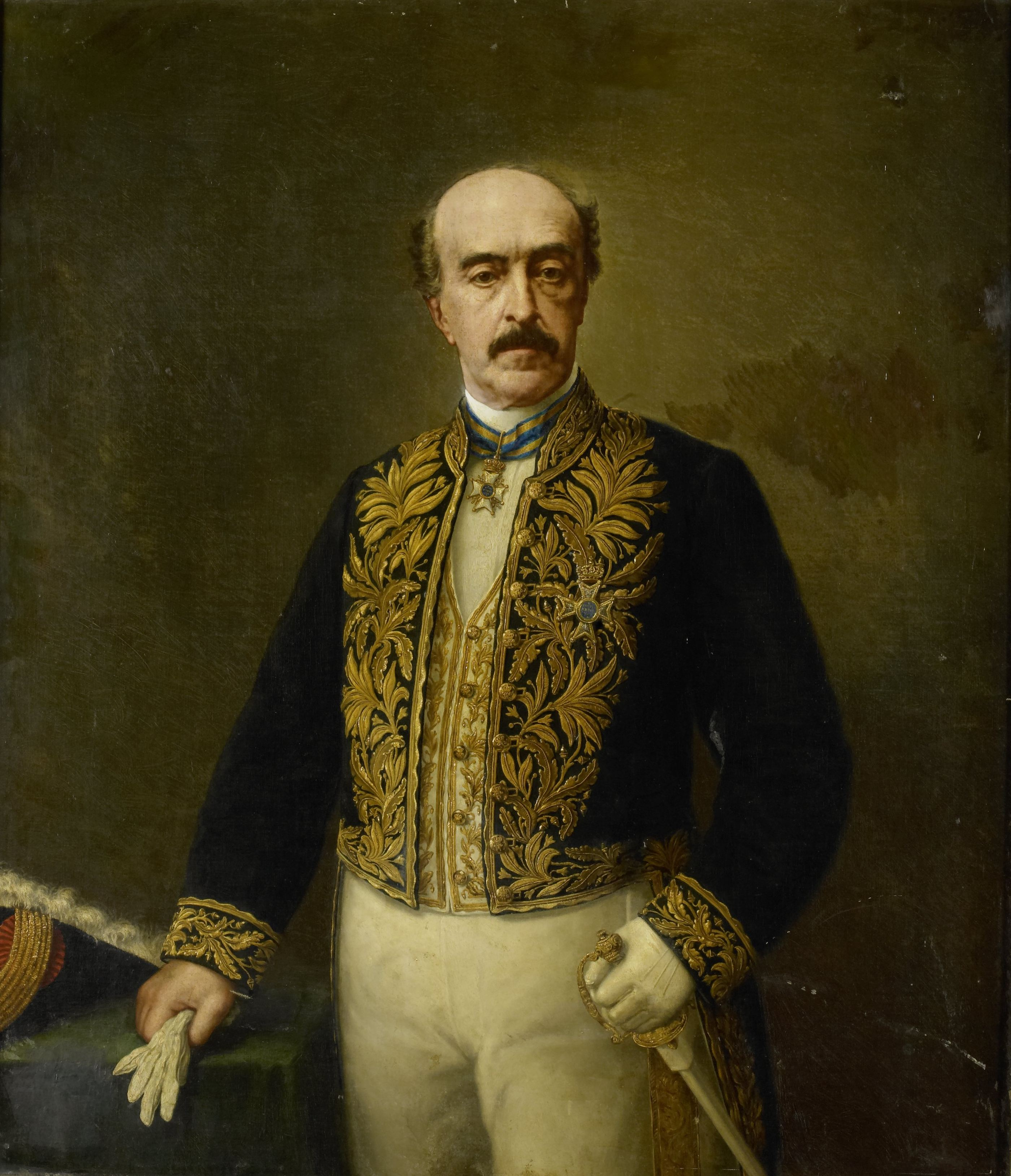
Otto van Rees war zwischen 1884 und 1888 Generalgouverneur von Niederländisch-Indien.

Am 20. September 1881 konnte van Rees sich bei der Wahl für den Vorsitz der Zweiten Kammer gegen Alexander Schimmelpenninck van der Oye durchsetzen, nachdem er im vierten Wahlgang 41 Stimmen und Schimmelpenninck van der Oye 33 erhielt. Daraufhin wurde er am 22. September 1881 als Nachfolger von Charles Jean François Mirandolle Vorsitzender der Zweiten Kammer (Voorzitter Tweede Kamer der Staten-Generaal) und war damit bis zu seiner Ablösung durch Eppo Cremers Parlamentspräsident der Zweiten Kammer. Als Vorsitzender der Zweiten Kammer war er zudem kraft Amtes zwischen dem 22. September 1881 und dem 20. Januar 1884 sowohl Vorsitzender der Zentralen Abteilung als auch Vorsitzender des Ausschusses für Haushaltsangelegenheiten. Er verließ im Mai 1882 den Sitz des Vorsitzenden, um in einer Debatte über den Bericht des Berichterstatterausschusses zum Haushalt von Niederländisch-Indien zu sprechen. Als Folge der Ablehnung des Haushalts trat Kolonialminister Willem van Goltstein van Oldenaller zurück. 1883 wurde er im ersten Wahlgang als Mitglied der Zweiten Kammer wiedergewählt. Im Anschluss wurde er am 12. März 1883 als Formateur mit Gesprächen zur Bildung einer neuen Regierung beauftragt, trat aber sechs Tage später am 18. März 1883 zurück, nachdem dieser Versuch scheiterte.
Nach Beendigung seiner Tätigkeit als Vorsitzender der Zweiten Kammer und dem Ausscheiden aus dem Parlament wurde Otto van Rees am 20. Januar 1884 durch Königliches Dekret als Nachfolger von Frederik s’Jacob zum Generalgouverneur von Niederländisch-Indien ernannt. Er hatte dieses Amt offiziell vom 11. April 1884 bis zu seiner Ablösung durch Cornelis Pijnacker Hordijk am 29. September 1888 inne. Als Generalgouverneur trug er wegen seiner strengen Herrschaft den Spitznamen „König Otto“ (Koning Otto) und war Gegner der weiteren Expansion des niederländischen Territoriums in Ostindien sowie Befürworter von Reformen.

## Veröffentlichung
- Memorie aangeboden aan Zijne Excellentie den Gouverneur-Generaal van Nederlandsch-Indië den Heer Otto van Rees, 1885 (Onlineversion)

## Hintergrundliteratur
- Het persoonlijke is politiek. Egodocumenten en politieke cultuur, 2002, ISBN 978-90-6550-706-8, S. 105 (Onlineversion (Auszug))